# Я живой
«Я живой» — второй студийный альбом группы Нервы. Презентация альбома в состоялась 1 декабря 2013 года в Москве и 7 декабря 2013 в Санкт-Петербурге.

## История создания
Песни для альбома группа начала записывать ещё в своем туре по первому альбому «Нервы! Теплеет! Играем!».
NewsMuz.com цитирует Евгения Мильковского:
«…Мы исполним новые песни, которых нет ещё не на одном носителе, сначала мы дадим им жизнь, а лишь потом зальем в Ваши колонки. Мы соберем альбом исходя из реакции зала, опираясь на мнение публики! Надеемся, Вам понравится!»"
После этого заявления Нервы действительно собрали альбом состоящий из 21 трека, правда большой популярности они не сыскали, кроме песни «Вороны», на которую был выпущен видеоклип на YouTube

## Критика
Критика об альбоме отозвалась не однозначно. Алексей Мажаев оценил альбом на 3 из 5 звезд.

С одной стороны альбом обвиняют в простоте, отсутствии глубоких смыслов и подтекстов:
"Новые молодёжные кумиры совершенно не заморачиваются на темы, что про них скажут взрослые и что напишет в подводке к интервью сетевая версия журнала «Афиша». Целевая аудитория «Нервов» пока что путает наивность с искренностью. Тем же грешат и Мильковский с компанией, поэтому им с их публикой хорошо вместе, а высоколобым критикам следует прикрыть дверь и удалиться на цыпочках…
…В «Качай» Мильковский поёт рефрен «Давай, давай» в столь странной манере, словно заранее бронирует место для будущих экзальтированных девичьих подпеваний. Песня «Понт» — очередная битва с воображаемыми врагами. Это уже почти наскучивает, и тут «Нервы» достают новый неожиданный козырь. Композиция «Самая обычная», активно используя сленг соцсети «ВКонтакте», ярко описывает богемную девицу, к которой лирический герой явно неравнодушен: «И мне плевать кто её мать, она самая обычная…, припудрит нос и танцевать, она самая обычная …».
С другой стороны альбом хвалят за наличие эмоционально-лирических песен, которые украшают альбом:
«На диске есть ещё эмоционально-лирические „Не доводи меня“, „Ангелы“ и „Люди и центы“, срывающийся речитатив „Перегорели“, позитивный „Пирс“, гипнотизирующие (по замыслу Мильковского) „Мне нужно верить“ и „Я живой“ и несколько песен, закрепляющих предыдущие достижения. Вряд ли брань в адрес богемных девушек поможет „Нервам“ их завоевать, но на обычных поклонниц перепады настроения, которыми изобилует пластинка, должны действовать вполне убойно».

## Список композиций
Адаптировано под Spotify.
| №                   | Название               | Длительность |
| ------------------- | ---------------------- | ------------ |
| 1.                  | «Критика»              | 4:08         |
| 2.                  | «Безысходность»        | 2:58         |
| 3.                  | «Турники»              | 3:30         |
| 4.                  | «Sk8»                  | 3:44         |
| 5.                  | «Нарушим»              | 4:30         |
| 6.                  | «Качай»                | 3:33         |
| 7.                  | «Понт»                 | 1:55         |
| 8.                  | «Самая обычная»        | 3:30         |
| 9.                  | «Не интересно»         | 2:22         |
| 10.                 | «Не доводи меня»       | 3:46         |
| 11.                 | «Перегорели»           | 5:44         |
| 12.                 | «Зая»                  | 3:40         |
| 13.                 | «Люди и центы»         | 4:00         |
| 14.                 | «Мне нужно верить»     | 4:38         |
| 15.                 | «Знай свою правду»     | 3:10         |
| 16.                 | «Потеряны навсегда»    | 3:45         |
| 17.                 | «Я живой»              | 2:54         |
| 18.                 | «Пирс»                 | 5:05         |
| 19.                 | «Если в тебе нет обид» | 3:44         |
| 20.                 | «Вороны»               | 4:00         |
| 21.                 | «Ангелы»               | 4:51         |
| Общая длительность: | Общая длительность:    | 1:19:00      |